# Microlamellarea engelbrechti
Microlamellarea engelbrechti är en kvalsterart som beskrevs av Coetzee 1987. Microlamellarea engelbrechti ingår i släktet Microlamellarea och familjen Lamellareidae. Inga underarter finns listade i Catalogue of Life.